# 臺北市士林區社子國民小學
臺北市士林區社子國民小學（英文：Taipei Municipal Shezi Elementary School），簡稱社子國小，位於臺灣臺北市士林區。

## 歷史

### 草創時期
- 明治35年
  - 明治35年5月10日 社子（土名三角埔）庄長陳歡瀾先生感於地方對新教育的需求，提出設立分校請願書。
  - 明治35年6月20日 台北廳核准成立「八芝蘭公學校社仔分校」，校址設於芝蘭一堡社庄。
- 明治36年
  - 明治36年3月30日 木造校舍竣工，面積共計四十六坪，內含教室二十坪，走廊十坪，辦公室五坪半，廁所二坪半，宿舍六坪。
  - 明治36年4月6日 舉行開校儀式，並定該日為創校紀念；學區除社仔庄外，尚包括崙仔頂庄和溪洲底庄。

### 社仔公學校
- 大正2年4月 獨立為社仔公學校

## 歷任校長

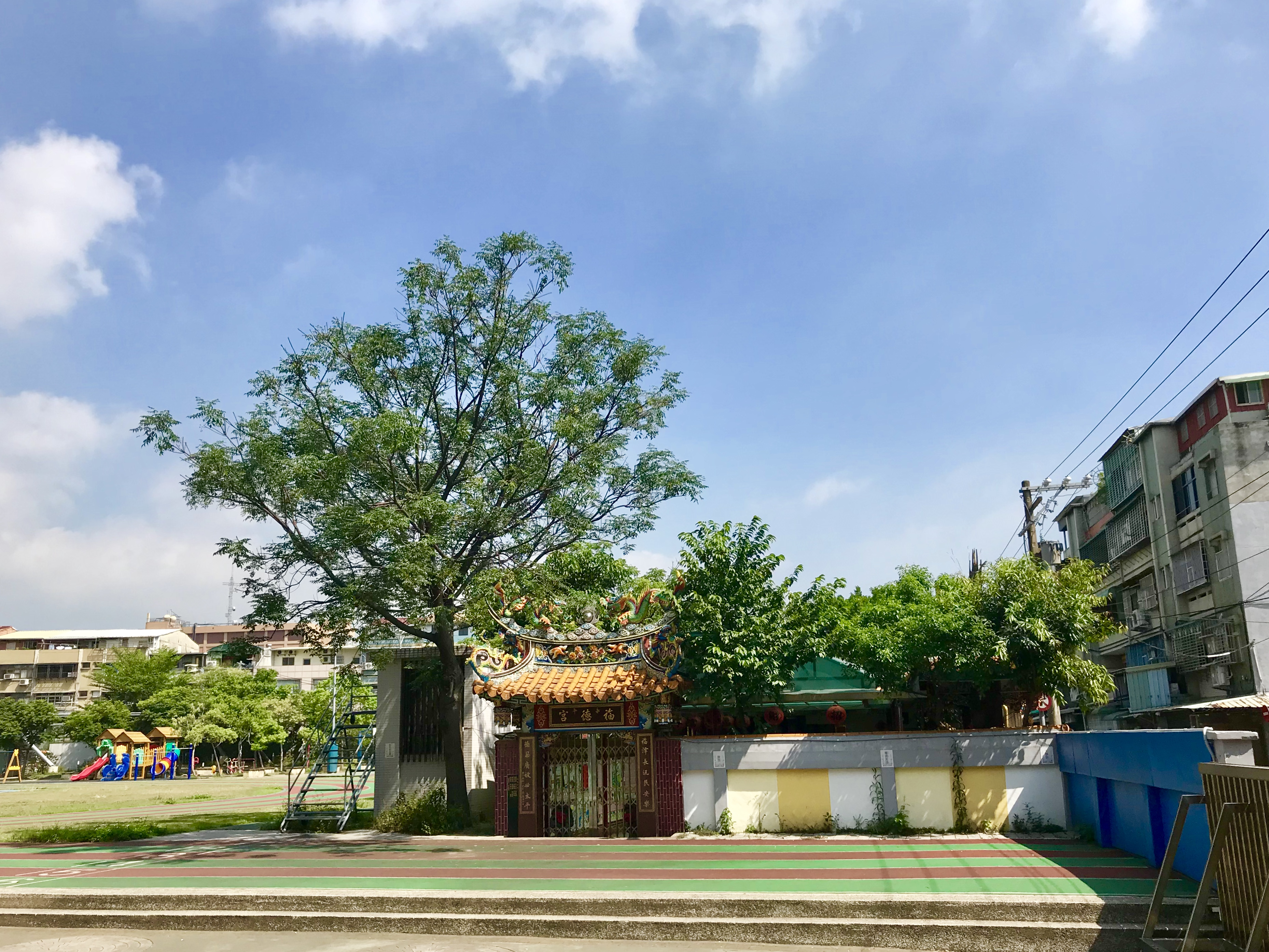
校內的永平福德宮。

| 任別       | 姓名     | 起始日期   | 卸任日期  |
| ---------- | -------- | ---------- | --------- |
| 首任       | 筑紫為次 | 1915年     | 1925年    |
| 第二任     | 荒金謙二 | 1926年     | 1929年    |
| 第三任     | 吉開三郎 | 1929年     | 1931年    |
| 第四任     | 荒金謙二 | 1932年     | 1938年    |
| 第五任     | 山本茂   | 1939年     | 1943年    |
| 第六任     | 寺內明   | 1944年     | 1945年    |
| 戰後第一任 | 潘阿鹿   | 1945年11月 | 1953年1月 |
| 戰後第二任 | 林振永   | 1953年2月  | 1953年7月 |
| 戰後第三任 | 施駕東   | 1953年8月  | 1957年1月 |
| 戰後第四任 | 徐秬香   | 1957年1月  | 1973年7月 |
| 戰後第五任 | 李元華   | 1973年7月  | 1976年7月 |
| 戰後第六任 | 萬家駿   | 1976年8月  | 1989年2月 |
| 戰後第七任 | 施柏生   | 1989年2月  | 1995年7月 |
| 戰後第八任 | 陳智育   | 1995年8月  | 2004年7月 |
| 戰後第九任 | 田英輝   | 2004年8月  | 2005年8月 |
| 戰後第九任 | 廖金春   | 2005年8月  | 2013年8月 |
| 戰後第十任 | 李奕寬   | 2013年8月  | 2019年8月 |

## 學校編制
- 1987年4月，85週年校慶。計有103班，教職員工174人，學生4600人。

## 校歌
社子好，社子好，社子位在社子島；
黌舍巍峨新氣象，兩河文明育英豪。
老師和藹勤教誨，同學活潑有禮貌。
我們是民族幼苗國家瑰寶，
在時代中磨練，立志為國爭榮耀！
社子好，社子好，社子位在社子島；
她是我們成長的搖籃，
她的恩惠，我們永遠忘不了。